# Mathilde van Schaumburg-Lippe

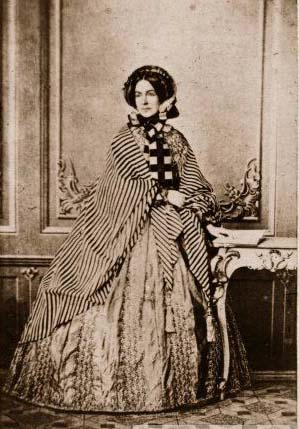
Mathilde van Schaumburg-Lippe

Mathilde Auguste van Schaumburg-Lippe (Bückeburg, 11 september 1818 - Karlsruhe, 14 augustus 1891) was een prinses uit het Huis Schaumburg-Lippe.
Zij was het tweede kind en de oudste dochter van vorst George Willem van Schaumburg-Lippe en Ida van Waldeck-Pyrmont, een oudtante van de Nederlandse koningin Emma. Haar grootvader, Filips II Ernst van Schaumburg-Lippe, was regerend vorst van Schaumburg-Lippe en haar vader zou de eerste vorst worden van het gelijknamige vorstendom.
Mathilde trouwde op 15 juli 1843 met hertog Eugenius Willem van Württemberg. Het paar kreeg de volgende kinderen:
- Wilhelmina (1844-1892)
- Eugenius (1846-1877)
- Pauline (1854-1914)